# New Tazewell
New Tazewell es un pueblo ubicado en el condado de Claiborne en el estado estadounidense de Tennessee. En el Censo de 2010 tenía una población de 3.037 habitantes y una densidad poblacional de 228,44 personas por km².

## Geografía
New Tazewell se encuentra ubicado en las coordenadas 36°26′20″N 83°36′24″O / 36.43889, -83.60667. Según la Oficina del Censo de los Estados Unidos, New Tazewell tiene una superficie total de 13.29 km², de la cual 13.29 km² corresponden a tierra firme y (0%) 0 km² es agua.

## Demografía
Según el censo de 2010, había 3.037 personas residiendo en New Tazewell. La densidad de población era de 228,44 hab./km². De los 3.037 habitantes, New Tazewell estaba compuesto por el 96.05% blancos, el 1.22% eran afroamericanos, el 0.23% eran amerindios, el 0.36% eran asiáticos, el 0% eran isleños del Pacífico, el 0.26% eran de otras razas y el 1.88% pertenecían a dos o más razas. Del total de la población el 1.28% eran hispanos o latinos de cualquier raza.